# Friedrichsgraben
Friedrichsgraben (en danois: Frederiksgrave) est une commune de l'arrondissement de Rendsburg-Eckernförde, dans le land de Schleswig-Holstein en Allemagne.

## Géographie
La commune se situe dans la dépression de l'Eider et de la Treene.

## Histoire
Le village est créé en 1762 lors de la colonisation des marais et baptisé en hommage au roi Frédéric V de Danemark.
Jusqu'à la maîtrise de l'Eider, le village fut souvent victime d'inondations à cause du mauvais état des écluses et des fortes précipitations.